# Ернст Фридрих III (Саксония-Хилдбургхаузен)
Ернст Фридрих III Карл фон Саксония-Хилдбургхаузен (на немски: Ernst Friedrich III Carl von Sachsen-Hildburghausen; * 10 юни 1727, Кьонигсберг в Бавария; † 23 септември 1780, ловен дворец Зайдингщат) от род Ернестини на род Ветини, е от 1745 до 1780 г. херцог на Саксония-Хилдбургхаузен.

## Живот
Той е най-големият син на херцог Ернст Фридрих II фон Саксония-Хилдбургхаузен (1707 – 1745) и съпругата му графиня Каролина фон Ербах-Фюрстенау (1700 – 1758), дъщеря на граф Филип Карл фон Ербах-Фюрстенау (1677 – 1736). Брат е на принц Ойген фон Саксония-Хилдбургхаузен (1730 – 1795).
След смъртта на баща му на 13 август 1745 г. Ернст Фридрих III поема управлението. До 1748 г. той е обаче под опекунството на майка му. Той е много красив, интелигентен, подарява на града библиотека.
На 1 октомври 1749 г. в дворец Хиршхолм Ернст Фридрих III се жени за Луиза Датска (1726 – 1756), единствената дъщеря на крал Кристиан VI от Дания и неговата съпруга София Магдалена фон Бранденбург-Кулмбах. Луиза Датска умира през 1756 г. след дълго боледуване и той се жени втори път на 20 януари 1757 г. в дворец Христиансборг в Копенхаген за Кристиана София Шарлота фон Бранденбург-Байройт (1733 – 1757), дъщеря на маркграф Фридрих Кристиан фон Бранденбург-Байройт. Тя умира още същата година по време на раждане. За трети път Ернст Фридрих III се жени на 1 юли 1758 г. в Байройт за принцеса Ернестина Августа София фон Саксония-Ваймар-Айзенах (1740 – 1786), дъщеря на херцог Ернст Август I фон Саксония-Ваймар-Айзенах (1688 – 1748).
Големият пожар на град Хилдбургхаузен на 19 август 1779 г., принуждава херцога да се оттегли в ловния дворец Зайдингщат, където умира на 23 септември 1780 г.

## Деца
От Луиза Датска има една дъщеря, която умира като дете:
- Фридерика София Юлиана Каролина (1755 – 1756)

От Кристиана София Шарлота фон Бранденбург-Байройт има дъщеря, която умира като бебе:
- Фридерика София Мария Каролина (*/† 1757)

От Ернестина Августа София фон Саксония-Ваймар-Айзенах има децата:
- София (1760 – 1776)

∞ 1776 херцог Франц фон Саксония-Кобург-Заалфелд (1750 – 1806)
- Кристиана София Каролина (1761 – 1790)

∞ 1778 нейния чичо принц Ойген фон Саксония-Хилдбургхаузен (1730 – 1795)
- Фридрих (1763 – 1834), херцог на Саксония-Хилдбургхаузен; от 1826 на Саксония-Алтенбург

∞ 1785 принцеса Шарлота Георгина Луиза фон Мекленбург-Щрелиц (1769 – 1818)

## Литерарура
- Heinrich Ferdinand Schoeppl: Die Herzoge von Sachsen-Altenburg. Bozen 1917, Neudruck Altenburg 1992, S. 75, 82
- Dr. Rudolf Armin Human: Chronik der Stadt Hildburghausen, Hildburghausen 1886